# Fornminne
| Vägskylt för fornminne (vänster) och symbolen som används på platsmarkeringar (höger). |  | Vägskylt för fornminne (vänster) och symbolen som används på platsmarkeringar (höger). |
| Vägskylt för fornminne (vänster) och symbolen som används på platsmarkeringar (höger). |  |                                                                                        |

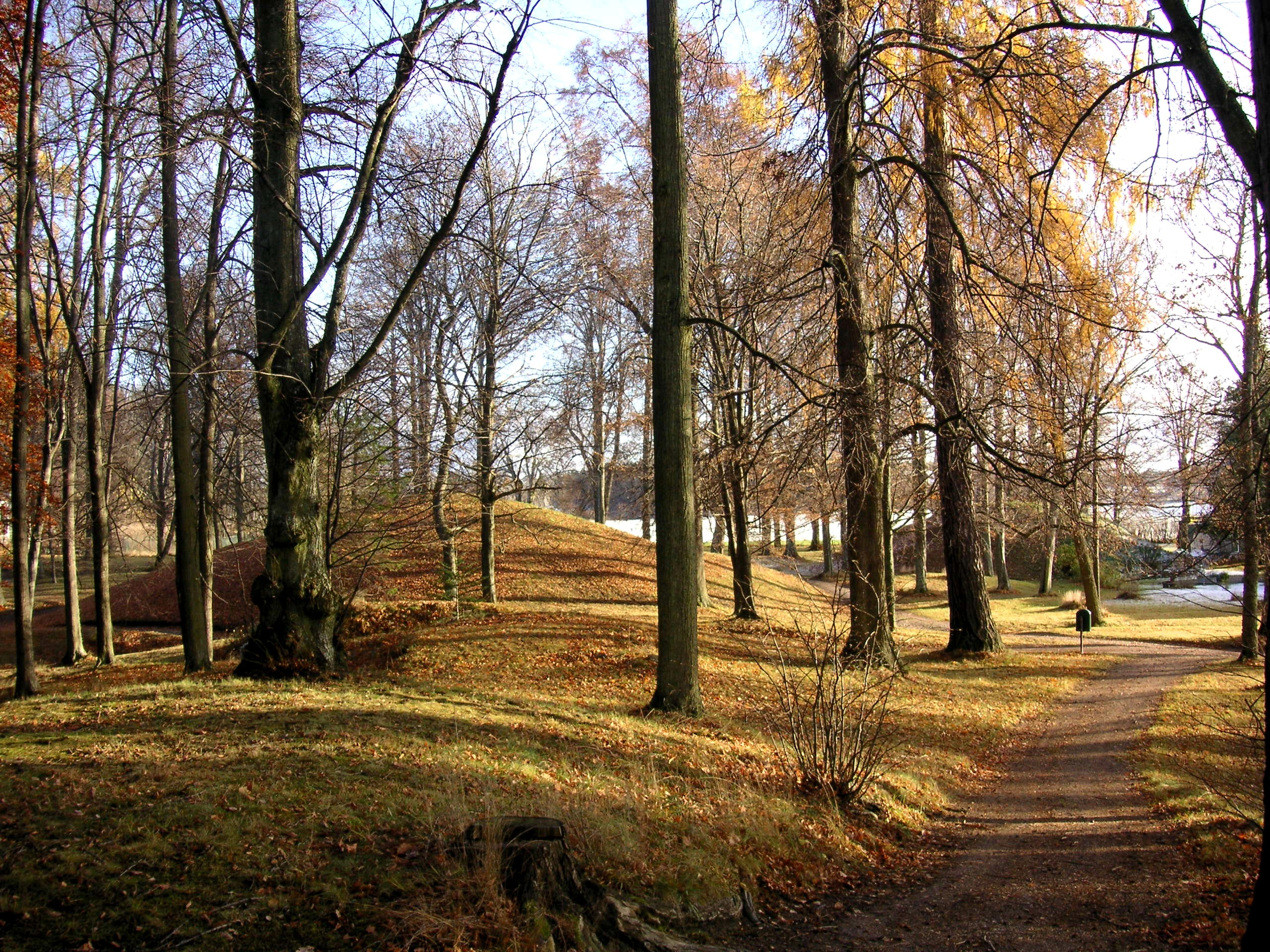
Gravfält i parken vid Norsborgs herrgård.

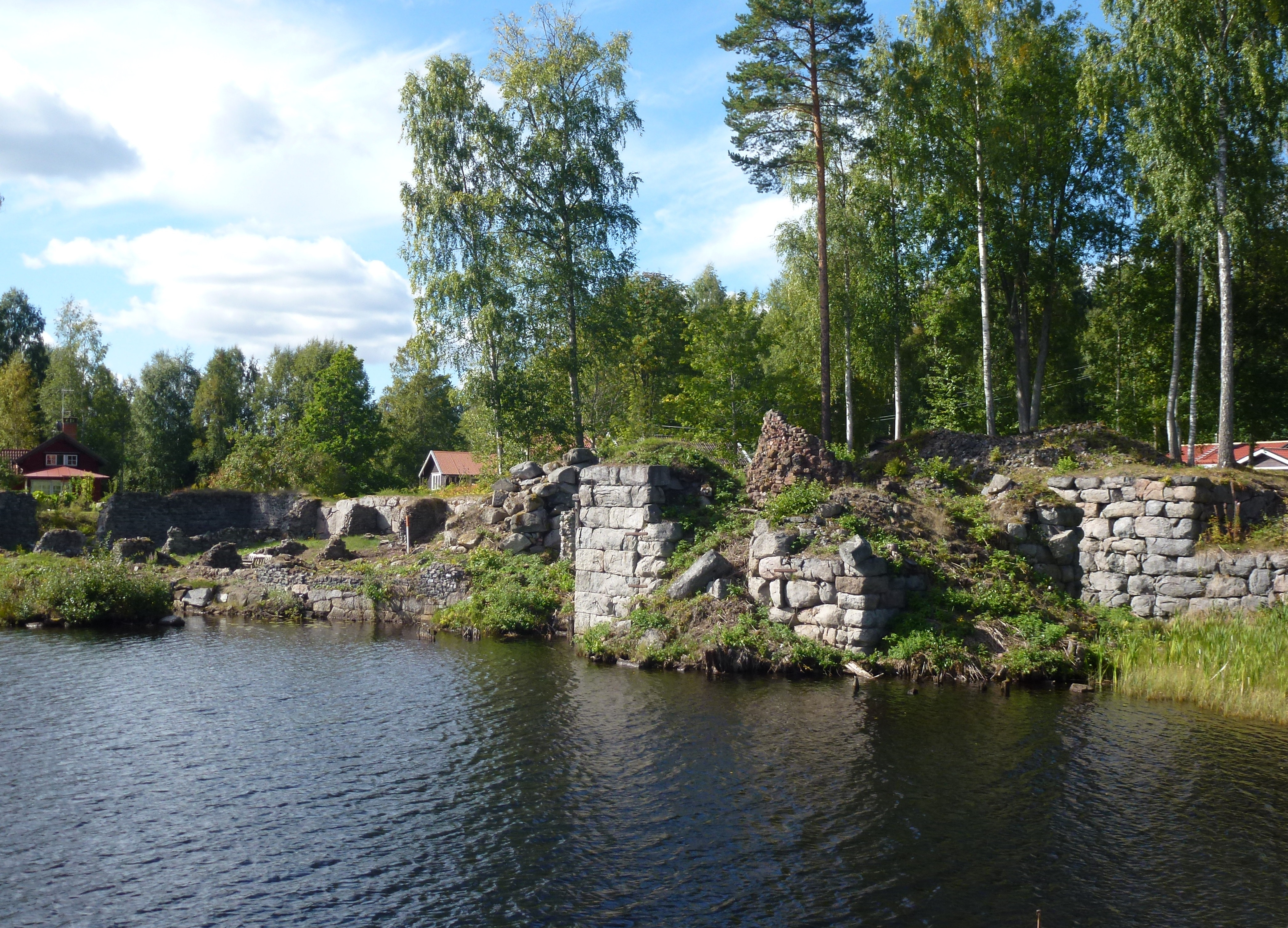
Ruinen efter masugnen vid Norhyttan.

En fornlämning eller ett fornminne är en kvarleva efter människors verksamhet under forna tider och som nu ej längre är i bruk. Fornminnen kan uppdelas i de två huvudtyperna fasta fornlämningar (idag det som menas med fornlämning) och lösa fornfynd eller fornsaker. Den förstnämnda avser lämningar som ingår i landskapet såsom gravar, offerplatser, husgrunder, vägbankar, fornborgar och boplatser.
I äldre tid innefattades även litterära berättelser, sånger och visor, äldre seder och traditioner med mera i begreppet fornminnen.
Världens äldsta fornlämningar, som har hittats i Afrika, är stenverktyg från den äldsta delen av paleolitikum. I Sverige regleras skyddet av fornminnen i Kulturmiljölagen, men liknande lagstiftning finns även i många andra länder.

## Fornlämningar världen runt

### Afrikanska fornlämningar
Alla människoarter har uppkommit i Afrika, varför fornlämningar så gamla som 2 000 000 år har påträffats här. Här finns bland annat spår från Acheuléenkulturen.
I det nordliga Afrika förekomma megalitiska gravbyggnader och monument av samma slag som är kända i Europa under namnen dösar och dolmens. I bergssluttningar hittar man inhuggna gravkammare. I det inre av södra Afrika finnas på flera platser ruiner av betydande omfång, till exempel vid Simbabye (Stora Zimbabwe) i Zimbabwe. Dessa ruiner, med sina höga, runda torn och ringmurar, är uppförda av väl huggna stenblock, som vittnar om hög teknisk färdighet. De omfatta väl planlagda befästningar samt tempelbyggnader.
Åtskilliga fynd av stenredskap i olika trakter av Ekvatorial- och Sydafrika visar, att flertalet av de från Europas stenålder bekanta redskapen varit i bruk även här. Dessutom förekommer ringar av hård, polerad skiffer, som antas ha gjort tjänst som klubbhuvud.

### Asiatiska fornlämningar
Från den äldre stenåldern har man i Asien påträffat lämningar i norra och södra Syrien, i Sibirien samt i Deccan i Främre Indien. Den yngre stenåldern finnes representerad över hela Asien, i Främre Asien, Persien, Indien, Kina, Japan och Sibirien. Avfallshögar liknande de danska kökkenmöddingarna har hittats vid Japans kuster (till exempel Omori). Kännedomen om metallerna har förmodligen uppkommit först i Asien och därifrån spridt sig till övriga världsdelar. Mycket gamla koppargruvor finns till exempel vid Arghana Maden vid övre Tigris. Gravar från tredje årtusendet f. Kr. har påträffats vid Mugheir och Warka (de forntida städerna "Ur" och "Erech") och ha bland annat lämnat föremål av sten, koppar, brons, bly och guld. I Persien och Kaukasus finns rika bronsåldersfynd. Undersökningar av så kallade tells, i Palestina, till exempel Tell el Hesy och Tell Ta’annek, har uppvisat föremål från den yngre stenåldern och fram till historisk tid.

### Europeiska fornlämningar
De äldsta spåren av mänsklig verksamhet i Europa kommer från den paleolitiska tiden. Förutom redskap av sten har man från denna tid funnit redskap tillverkade av ben och horn, snäckor med mera. På en del föremål finns ornament och ristningar, föreställande djur, människor och växtdelar. På grottväggar i Frankrike, Spanien och Portugal har påträffats ristningar och målningar från samma tid. Paleolitiska boplatser är kända bland annat från Spanien, Portugal, Italien, England, Frankrike, Belgien, Tyskland, Österrike, Ungern, Polen, Schweiz och södra Ryssland. När istiden upphörde och de stora tundralevande däggdjuren dog ut, började mesolitikum, den avslutande delen av jägarstenåldern när människan blev mer beroende av jakt på mindre däggdjur för sin överlevnad. Under mesolitikum inträder också mikroliterna i redskapsinventariet. 
Från den neolitiska tiden, den yngre stenåldern, är fornlämningar kända från så gott som alla delar av Europa. Under neolitikum infördes jordbruket och likaså domesticerades några lämpliga djurarter (hunden har dock förmodligen varit domesticerad redan under paleolitikum). Så småningom nyttjades också metaller, främst koppar. En övergångstid i form av  "kopparålder" (egentligen kopparstenålder), var påtaglig på Balkan i sydöstra Europa och senare även i västra Europa, innan övergången till bronsåldern kom att beröra hela Europa. Redan från början av denna tid finns i södra Europa stora och avancerade fornlämningar, som lämningar av städer, borgar, vattenledningar med mera. Till de viktigaste fornfynden hör alltifrån den yngre stenåldern lerkärlen, som i skiftande former bevarats genom tiderna, men också olika typer av yxor samt smycken. Bland de fasta fornlämningarna märks bland annat långhusen från den bandkeramiska kulturen i centrala Europa, megalitgravar i västra och norra Europa, samt rundade anläggningar med vallar och diken et cetera med skiftande konstruktioner, där Stonehenge ett av många olika exempel. 
Från slutet av andra årtusendet före Kristus etablerades bruket av järn i Europa och tog slutligen över som nyttighetsmetall efter bronsen. I och med att skriftliga dokument uppträder allt oftare upphör den förhistoriska tiden och efterträds av den historiska tiden, vars gräns grovt sett även åtskiljer ämnet Arkeologi från Historia. Denna gräns inträffar tidigare i södra Europa och senare i norra Europa.
Fornminnena har gjort det möjligt att, genom systematisk typologisering och sortering av typer med kronologisk betingelse, kunna uppdela Europa i kulturkretsar, där de olika kulturerna normalt förändras och till slut ersätts av andra kulturer, vars gränser antingen är stabila eller föränderliga. Denna grundläggande förhistorisk kronologi, eller kulturschema som återger den typologiska utvecklingen i ett rumsligt och kronologiskt perspektiv, går tillbaka i tiden från de första mänskliga lämningar och är under vissa perioder mycket detaljerad. Flera årtusenden före Kristus, kan man även förstå grunderna i de samhällsmässiga och ekonomiska orsakerna bakom förändringar i schemat, såsom att påvisa olika kulturströmningar och kulturutbyten, men också vikten av att betrakta den förhistoriska perioden som hierarkiskt skiktad. 

#### Svenska fornlämningar

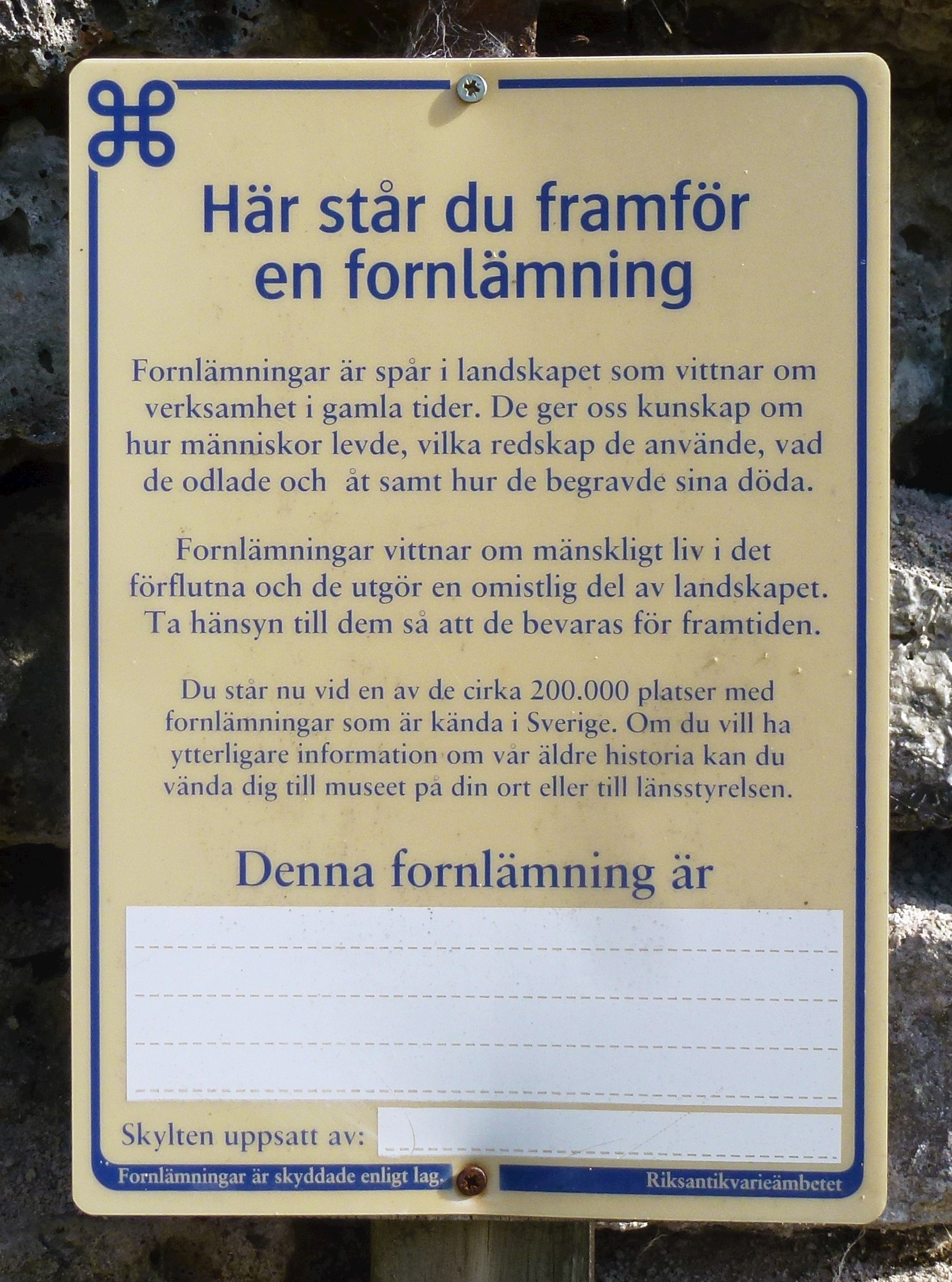
RAÄ:s skylt: "Här står du framför en fornlämning".

Till fornlämningar räknas i Sverige spår av mänsklig aktivitet före 1850 och är varaktigt övergivna. Länsstyrelserna kan besluta om undantag från dessa regler. 
I Sverige finns omkring 400 000 fasta fornlämningar dokumenterade i fornminnesregistret, den största delen från den yngre järnåldern i Mälardalen. Uppland står för omkring 145 000, Södermanland för 90 000. Utanför Mälardalen är Västergötland det fornminnesrikaste landskapet.
Exempel på fasta fornlämningar i Sverige är bland annat:
- boplats och offerplats
- grav, som kan uppdelas i ett flertal skilda typer såsom megalitgrav, hällkista, röse, stensättning, gravhög, skeppssättning, domarring, treudd, rest sten.
- hällmålning och hällristning
- runsten, runhäll och bildsten
- fornborg och borgruin
- skärvstenshög
- milsten och väghållningssten
- väg, hålväg, fägata
- lämningar efter arbetsplatser som bruk, gruvor, hyttor med mera

Fasta fornlämningar är i Sverige skyddade enligt Kulturmiljölagen (2013:548 ).

### Mexiko och Centralamerika
I Mexiko och Centralamerika är det i synnerhet lämningar av byggnader och bildhuggarkonstens alster, som väcker uppmärksamhet och visar att de folk som bodde där före spanjorernas ankomst hade nått en hög kulturell nivå.
Fynden härrör sig från två olika utvecklingsperioder. Till den äldre hör ruinerna i Oajaca, Guatemala och Yucatan; till den yngre de fynd som påträffats i det aztekiska rikets område. Den amerikanske forskaren J. L. Stephens, upptäckte redan under 1800-talet under sina resor i Yucatans urskogar – utom långa murar, jordterrasser, altaren, vattenledningar, brunnar, broar, obelisker med mera – ruinerna efter inte mindre än 44 forna städer, av vilka de flesta hade vidsträckta och praktfullt smyckade byggnader. Templen är vanligen byggda i stympad pyramidform; med enkla, sneda väggytor eller med upp till åtta avsatser eller terrasser. De egentliga byggnaderna är uppförda antingen på slätmark eller på terrasserna eller på pyramidernas plattformar. De är vanligen fyrkantiga och byggda av väl sammanfogad, huggen sten. Taken är antingen horisontella, byggda av trappformigt lagda stenar, eller välvda. Ytterväggarna pryds med bildhuggerier i hög relief och med hieroglyfliknande inskrifter. Rummen i byggnaderna är vanligen långa i förhållande till sin bredd, saknar fönster och får sitt ljus genom dörröppningarna. Som exempel på byggnadsverk kan nämnas två större (170 fot höga) och en mängd mindre pyramider vid San Juan de Teotihuacan i Mexiko, monumentet i Cholula, pyramiderna i San Christobal, Teobantepec, Santa Cruz del Quiche, Jochicalco med flera ställen.
Ruiner efter hela städer ligga vid Palenque och Ocosingo i provinsen Chiapas, vid Copan i Honduras. Minnesmärken finns i Uxmal, Zayi, Chichen-Itza med flera orter i Yucatan. Den förnämsta byggnaden i Uxmal är en praktfull pyramid i tre terrasser, den nedersta 575 fot lång. Översta terrassen har ett tempel, 360 fot långt och 30 fot brett, med 25 fot höga murar, rikt smyckade med bildhuggerier. Bildhuggerierna är antingen reliefer (människo- och djurfigurer) eller fristående statyer, utförda i en sträng, men ren stil. Mexikanarna och de centralamerikanska folken kände inte till bruket av järn. De använde däremot koppar, men inte brons. Guld göts på ett mästerligt sätt efter den metod, som kallas a cire perdue. Lerkärlsindustrien stod högt, likaså stenarbetet.

### Nordamerika
I Nordamerika har man hittat stenredskap av paleolitisk typ, liknande de europeiska, men man vet ingenting om deras samtidighet. Utom i Mexiko, där fornlämningar från högt utvecklade folk finns, är i Nordamerika fornlämningar från "moundbuilders", moundbyggare, och "cliffdwellers", klippinvånare (se klippboningar), omtalade. Moundbyggarna ha fått sitt namn efter de kolossala jord- och stenhögar (mounds), som de uppfört och av vilka det finns många, särskilt i Mississippis floddal. Dessa mounds har stor utbredning, från Klippiga bergen i väster till Atlantiska havet i öster och från de stora sjöarna i norr till Mexikanska golfen i söder. I S:t Louis finns en mound i form av en platt pyramid, som nedtill är 750x500 och upptill 300x160 fot. En del mounds har djurform. De återger sålunda väldiga fåglar, ödlor, sköldpaddor etcetera i relief. Även omtalas en mound, som har formen av en mastodont. Några mounds har varit gravplatser, andra fästningsverk. Moundbyggarna liksom övriga amerikanska folk kände före Amerikas upptäckt inte till järnet. Däremot använde de koppar. Intressanta är också deras ofta högst smakfulla lerkärl. Av övriga fornlämningar märks de talrika kökkenmöddingarna, "shell-heaps", längs hela Nordamerikas kust.

### Sydamerika
Vid tidpunkten för Amerikas upptäckt hade flera sydamerikanska stammar en självständig, högtstående kultur. Bland de tidigaste indiansamhällena kan nämnas Chibchas i dagens Colombia, Quechuas i Peru och Aymaras i Bolivia. I Peru och Bolivia finns intressanta fornlämningar från Inkariket och de många prekolumbianska kulturer som föregick det. Bland de mest kända byggnadsverken kan nämnas soltemplet i Cusco, Machu Picchu, Sacsahuaman, och ruinerna vid Tiahuanaco, Caral Supe och Pachacamac, de två sistnämnda med byggnader uppförda av soltorkat lertegel. Övriga byggnader uppfördes av väldiga, väl sammanfogade block. Klimatet i Peru har gynnat arkeologerna, och vävnader och fjädermantlar har bibehållit sig till våra dagar. De folk, efter vilka gravar och ruiner finns i Peru och Bolivia, kände inte till järnet, och inte heller hade de några skriftecken. Redskapen var av brons och koppar samt av sten. Textilier och keramik är konstfärdigt utförda. I Colombia ha chibchas lämnat guldarbeten efter sig. I trakterna omkring Amasonflodens mynning, finns rester af arovakisk kultur. I norra Argentina finns rester av den så kallade Calchaquikulturen, som tycks ha varit en blandning av quichua- och guaraniinflytande.